# Vijnița
Vijnița, întâlnit și sub forma Vișnița sau Vișinița (între 1942-1944) (în ucraineană Вижниця, transliterat: Vîjnîțea, în rusă Вижница, transliterat: Vijnița, în germană Wischnitza, Wiznitz sau Wischnitz, în idiș וויזשניץ Vizhnitz) este un oraș în regiunea Cernăuți (Ucraina), centru administrativ al raionului omonim din munții Carpați. El se află la o distanță de 53 km vest de municipiul Cernăuți și la 32 km sud-vest de orașul Vășcăuți.
Este amplasat la o altitudine de 356 metri, pe malul râului Ceremuș, care îl separă de orașul Cuturi (din regiunea Ivano-Frankivsk). Are 4,580 locuitori, preponderent ucraineni (huțuli) și o suprafață de 10.800 ha.

## Istorie
Originea localității Vijnița este puțin cunoscută. După unii istorici, ea ar fi amintită pentru prima dată într-o cronică din 1158, dar după alte surse, prima sa mențiune are loc într-o cronică moldovenească din anul 1501, perioadă când făcea parte din Principatul Moldovei. Acest sat (astăzi oraș) este locul de baștină al familiei Tăutul, ai căror membri - printre care și legendarul logofăt - s-au ilustrat printre boierii Moldovei, familia aceasta fiind des menționată în istoria Moldovei .
După cum afirmă cronicarul moldovean Ion Neculce (1672-1745) în lucrarea sa O samă de cuvinte: Când au aședzat pace Ștefan-vodă cel Bun cu leșii, fiind Ion Tăutul logofăt mare, l-au trimis sol la leși. Și au dăruit craiul leșescu Tăutului aceste sate la margine: Câmpul Lungu rusescu, Putila, Răstoaceli, Vijnița, Ispasul, Milie, Vilavce, Carapciul, Zamostie, Vascăuții, Voloca. Toate acestea le-au dăruit craiul leșescu Tăutului logofătului. Și au pus hotar apa Cirimușul, întru o duminică dimineața.  În perioada 1514 - 1574, localitatea s-a aflat sub dominație turcească. În anul 1574, Vijnița a revenit în componența Principatului Moldovei.
În anul 1710 a fost ctitorit aici un schit de maici de către episcopul Nicolae al Rădăuților. Cu ocazia recensământului realizat de generalul Spleny în 1776, pe teritoriul anexat atunci la Austria, s-a consemnat că Schitul Vijnița deținea o falcă și jumătate de teren . La acea dată, viețuiau acolo 7 maici.
În ianuarie 1775, ca urmare a atitudinii de neutralitate pe care a avut-o în timpul conflictului militar dintre Turcia și Rusia (1768-1774), Imperiul Habsburgic (Austria de astăzi) a primit o parte din teritoriul Moldovei, teritoriu cunoscut sub denumirea de Bucovina. După anexarea Bucovinei de către Imperiul Habsburgic în anul 1775, orașul Vijnița a făcut parte din Ducatul Bucovinei, guvernat de către austrieci, ca reședință a districtului Vijnița (în germană Wiznitz).
Autoritățile habsburgice au desființat Schitul Vijnița în baza Ordonanței Imperiale din 19 iunie 1783 a împăratului Iosif al II-lea (1780-1790), trecând toate pământurile și fondurile administrate de Episcopia Rădăuților "sub povățuirea stăpânirii împărătești și a crăieștii măriri" .
Vijnița s-a dezvoltat ca un centru comercial strâns asociat cu zonele împădurite din Carpații Bucovinei. La sfârșitul secolului al XVIII-lea, exploatarea forestieră și comerțul cu cherestea erau principalele activități care se desfășurau la Vijnița. După regularizarea albiei râului Ceremuș (1790-1812), acesta a fost folosit pentru transportul buștenilor către Cernăuți. Abuzurile administrației Bucovinei în planul exploatării forestiere au provocat nemulțumiri în rândul localnicilor în secolul al XIX-lea. O parte a populației s-a retras în munți pentru a lupta împotriva stăpânirii austriece. În perioada 1817-1830 a acționat în apropierea Vijniței grupul de haiduci condus de Miron Ștoliuk. În perioada 1848-1849 iobagii din Vijnița s-au răsculat sub conducerea lui Luchian Cobiliță. În anul 1855, Vijnița devine centru administrativ. Orașul a suferit ca urmare a luptelor din primul război mondial.
După Unirea Bucovinei cu România la 28 noiembrie 1918, orașul Vijnița a făcut parte din componența României, ca reședință a Plășii Răstoacelor din județul Storojineț. Localitatea sus-menționată era situată pe frontiera dintre România și Polonia, fiind situată pe Ceremuș. La recensământul general al populației din 29 decembrie 1930, orașul Vijnița avea 3.806 locuitori, din care 1.792 bărbați și 2.014 femei, fiind a treia localitate din județ ca număr de locuitori după orașele Storojineț și Vășcăuți. Orașul avea o importanță industrială în județ, dar redusă comparativ cu alte orașe din România; funcționau doar o țesătorie și o fabrică de săpun.
În perioada interbelică, ființau în oraș mai multe instituții culturale (o filială a Societății pentru cultură și literatură română în Bucovina, Asociația "Spiru Haret", un Cabinet de lectură polon, 1 societate culturală ucraineană, 4 societăți culturale evreiești), 4 asociații sportive și de vânătoare, precum și două organizații de binefacere (Societatea Polonă de ajutor frățesc și Asociația femeilor de ajutor pentru sărmani). În acea perioadă, Casa Asigurărilor Sociale din Cernăuți dispunea de servicii medicale în oraș . Până în 1940, populația orașului era formată în majoritate din evrei.
Ca urmare a Pactului Ribbentrop-Molotov (1939), Bucovina de Nord a fost anexată de către URSS la 28 iunie 1940. Reintrată în componența României în perioada 1941-1944, Bucovina de Nord a fost ocupată de către URSS în anul 1944, orașul Vijnița intrând în componența RSS Ucrainene, apoi din 1991 al Ucrainei independente.
Conform recensământului din 1989, numărul locuitorilor care s-au declarat români plus moldoveni era de 49 (23+26), adică 0,89% din populația localității . În prezent, orașul are în jurul a 4.500 locuitori (preponderent ucraineni).
În această localitate s-a desfășurat în anii 1992, 2003 și 2008 Festivalul de folclor huțul.

## Demografie
Componența lingvistică a orașului Vijnița
     Ucraineană (95,02%)
     Rusă (4,47%)
     Alte limbi (0,46%)
Conform recensământului din 2001, majoritatea populației orașului Vijnița era vorbitoare de ucraineană (95,02%), existând în minoritate și vorbitori de rusă (4,47%).
1930: 3.799 (recensământ)
1941: 2.495 (recensământ) 
1989: 5.708 (recensământ) 
2001: 5.021 (recensământ)
2005: 4.765 (estimare)
2007: 4.580 (recensământ)

### Recensământul din 1930
Componența etnică a orașului Vijnița
     Români (6,68%)
     Germani (1,81%)
     Evrei (70,17%)
     Ruteni (15,76%)
     Polonezi (5,08%)
     Altă etnie (0,5%)
Componența confesională a orașului Vijnița
     Ortodocși (18,84%)
     Romano-catolici (6,73%)
     Mozaici (70,17%)
     Greco-catolici (3,44%)
     Altă religie (0,82%)
Conform recensământului efectuat în 1930, populația orașului Vijnița se ridica la 3.799 locuitori. Majoritatea locuitorilor erau evrei (70,17%), cu o minoritate de germani (1,81%), una de români (6,68%), una de ruteni (15,76%) și una de polonezi (5,08%). Alte persoane s-au declarat: maghiari (3 persoane), ruși (3 persoane), armeni (4 persoane), turci (1 persoană) și cehi\slovaci (6 persoane). Din punct de vedere confesional, majoritatea locuitorilor erau mozaici (70,17%), dar existau și romano-catolici (6,73%), ortodocși (18,84%) și greco-catolici (3,44%). Alte persoane au declarat: evanghelici\luterani (15 persoane), armeano-catolici (4 persoane), musulmani (1 persoană), baptiști (8 persoane), reformați\calvini (1 persoană), iar 1 persoană nu au declarat religia.

## Comunitatea evreiască din oraș
În orașul Vijnița s-a stabilit din secolul al XVII-lea o comunitate evreiască. Evreii din Bucovina au primit drepturi politice începând din 1848. Principala personalitate a comunității a fost Besht Menahem Mendel ben Haim Hager (fondatorul familiei de rabini hasidici din Vijnița).
În anul 1939 locuiau în oraș 5.000 evrei (majoritatea populației). Evreii aveau patru societăți culturale și un cimitir propriu, înființat în 1863 și ale cărui granițe nu au mai fost modificate din 1939. Majoritatea pietrelor din cimitir datează de la sfârșitul secolului al XIX-lea și începutul secolului al XX-lea. Cimitirul a fost vandalizat în timpul celui de-al doilea război mondial și ocazional după proclamarea independenței Ucrainei. S-a construit un zid de piatră în anul 1946 și o poartă în anul 1988 de către autoritățile orășenești, cimitirul fiind vizitat ocazional de către grupuri de evrei imigrați, precum și de evreii locali . Cimitirul are secțiuni speciale pentru bărbați, femei, femei necăsătorite, rabini, cohanimi și copii.

## Personalități
În orașul Vijnița s-au născut următoarele personalități:
- Gerard Ciołek, arhitect;
- Menachem Mendil Hager, primul rabin hasidic din Vijnița;
- Nazari Iaremciuk, cântăreț;
- Otto Preminger (1906-1986), regizor de film american;
- Nick Falafivka, artist;
- Teodor Tarnavschi (1859-1914), liturgist și decan al Facultății de Teologie Ortodoxă din Cernăuți;
- Isaac Schreyer (1890 - 1948), poet, traducător austriac;
- Barbu Slușanschi, poet, traducător.

De orașul Vijnița sunt legate și numele altor reprezentanți ai culturii ucrainene: Iuri Fedkovici, Kornelia Ustianovicha, Lesia Ukrainka, Ivan Franko, Marka Vovchka, Olga Kobyleanska, Vasil Stefanyk, Hnat Khotkevich. Aici și-au început activitatea de creație populară artiști ca Nazari Iaremciuk și Vasili Zinkevici.

## Obiective turistice
În orașul Vijnița se află mai multe obiective turistice cum ar fi:
- Monumente de arhitectură 
- Biserica de lemn cu hramul "Sf. Dimitrie" - construită în anul 1883 [11]
- Biserica "Sf. Nicolae" (sfârșitul sec. al XIX-lea);
- Biserica romano-catolică "Sf. Petru și Pavel" (sec. al XIX-lea) [12];
- Biserica "Sf. Mihail" [13];
- Biserica "Sf. Treime" [14];
- Sinagoga (sec. al XIX-lea);
- Clădirea Primăriei - construită la începutul sec. al XX-lea în stil austriac [15];
- Casa Moscova-Golota (Str. Păcii nr. 13) - construită din cărămidă în stilul clasic din secolul al XIX-lea. Aici au locuit în anumite perioade scriitorii ucraineni Olga Kobyleanska, Ivan Franko (1884), Lesia Ukrainka, Klement Kvitka (1901) și alții. Clădirea este compusă din 6 camere, fiind inițial proprietatea surorilor Anna și Ekaterina Golota. Actualul proprietar al casei este Primăria orașului Vijnița. La inițiativa clubului de intelectuali «Nemcici», cu sprijinul acordat de guvern, aici a fost amplasat la 28 august 2006 un basorelief realizat de soții Galina și Vladimir Rîmar cu chipurile lui Franko, Kobyleanska și Ukrainka [16].

- Muzee 
- Casa Memorială (muzeul-conac) și monumentul cântărețului Nazari Iaremciuk (Str. Păcii) - se află în incinta școlii-internat;
- Casa Memorială a poetului Nikolai Marfievici;
- Muzeul Colegiului de Pictură și Artă Decorativă-Aplicată "V. Șkribleak" (Str. Ucraineană nr. 76).

Vijnița și împrejurimile sale (reunite în Parcul Național Vijnița) este și o importantă zonă turistică cu multiple cabane, pensiuni agroturistice și piste de schi. Împreună cu localitatea Vijnicioara, erau încă din perioada interbelică stațiuni climatice de interes local, fiind situate în regiunea munților Carpați și aflându-se pe atunci în curs de organizare.

## Orașe apropiate
- Kuty
- Kosiv